# Pierre-Étienne Daniel Campagne
Pour les articles homonymes, voir Campagne (homonymie).
Pierre-Étienne Daniel Campagne, né Pierre Étienne Campagne le 10 juillet 1851 à Saint-Pierre Nogaret, (Lot-et-Garonne) et mort le 8 août 1914 est un sculpteur français.

## Biographie
Pierre-Étienne Daniel Campagne étudie à l'École nationale supérieure des beaux-arts de Paris dans l'atelier d'Alexandre Falguière.
Il épouse Élisabeth Beaune le 27 mai 1873 à Lévignac-de-Guyenne. Ils eurent deux enfants à Gontaud-de-Nogaret : Jean François Marie Marcel né le 1er octobre 1874 et Marie Thérèse Antoinette née le 15 février 1876.
En 1889, Campagne débute au Salon des artistes français, dont il deviendra sociétaire. Il obtient une mention honorable au Salon de 1890. Il envoie un portrait de l'écrivaine Jehanne d'Orliac en amazone lors du Salon des artistes français de 1909.
Il sculpte des portraits, des sujets de genre ainsi que des thèmes allégoriques. Il reçoit également des commandes de sépulture ou de statue équestre.
Son groupe Vénus et Cupidon a été édité en fonte de fer par la fonderie du Val d’Osne.

## Œuvres dans les collections publiques
Argentine
- San Miguel de Tucumán : Vénus et Cupidon, fonte de fer, fonderie du Val d’Osne[6].

France
- Agen, place Armand-Fallières : Monument des Mobiles, 1870-1871, 1902, bronze[7].
- Nérac, Grotte de Fleurette, Parc de la Garenne : Fleurette noyée ou L'épave, 1895, marbre
- Autun, cour du musée Rolin : Monument à Gabriel Bulliot, 1903, buste en bronze[8].
- Dreux, chapelle royale : Gisant du duc de Nemours, marbre.
- Grenoble : Monument à Philis de La Charce, 1900, statue équestre en bronze, installée au Jardin des Dauphins en 1913[9].
- Paris, cimetière du Père-Lachaise : Tombe de Zénaïde Dolgorouky et Lobanoff de Rostoff, groupe en marbre.

Œuvres de Daniel Campagne
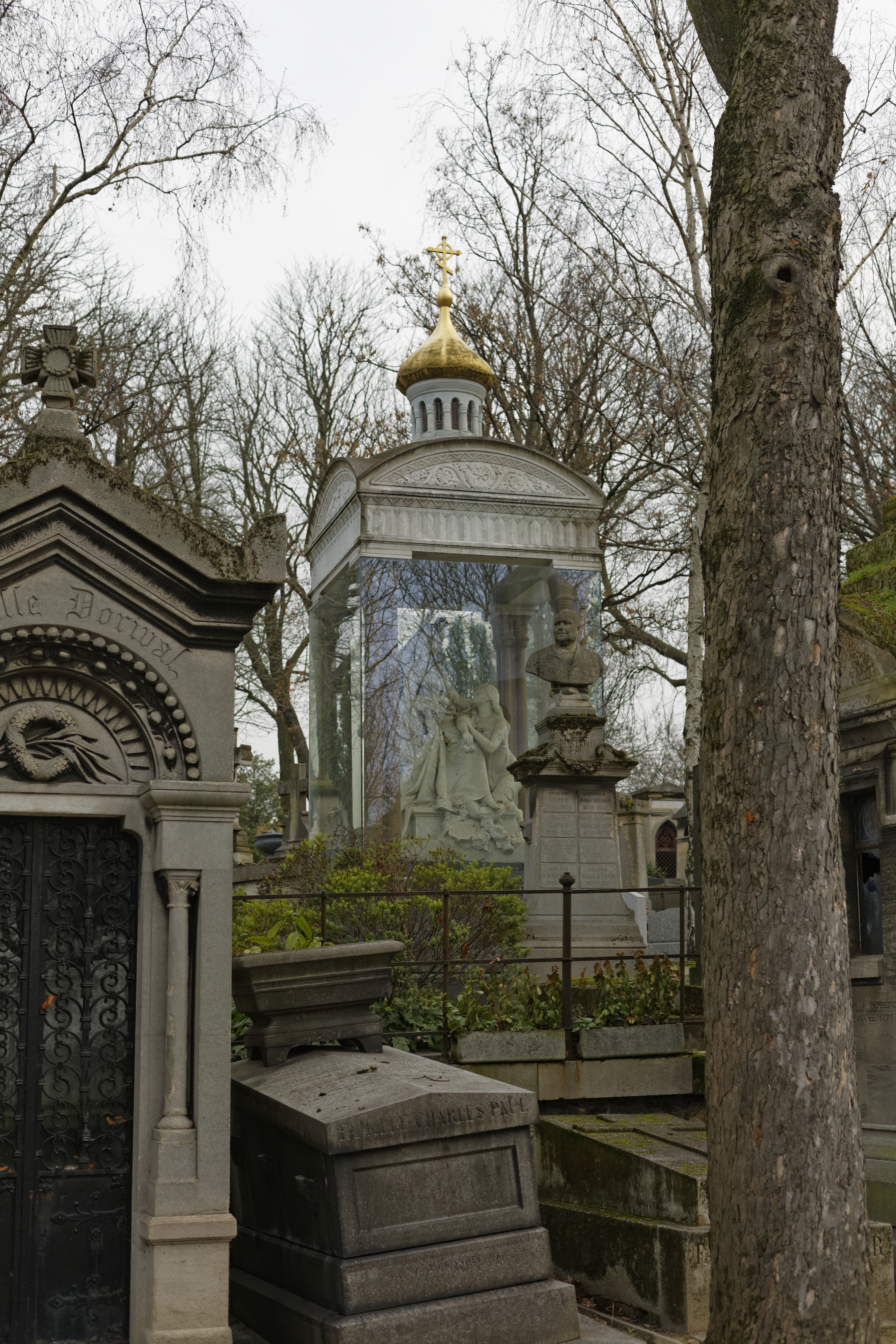
Tombe de Zénaïde Dolgorouky et Lobanoff de Rostoff, Paris, cimetière du Père-Lachaise.
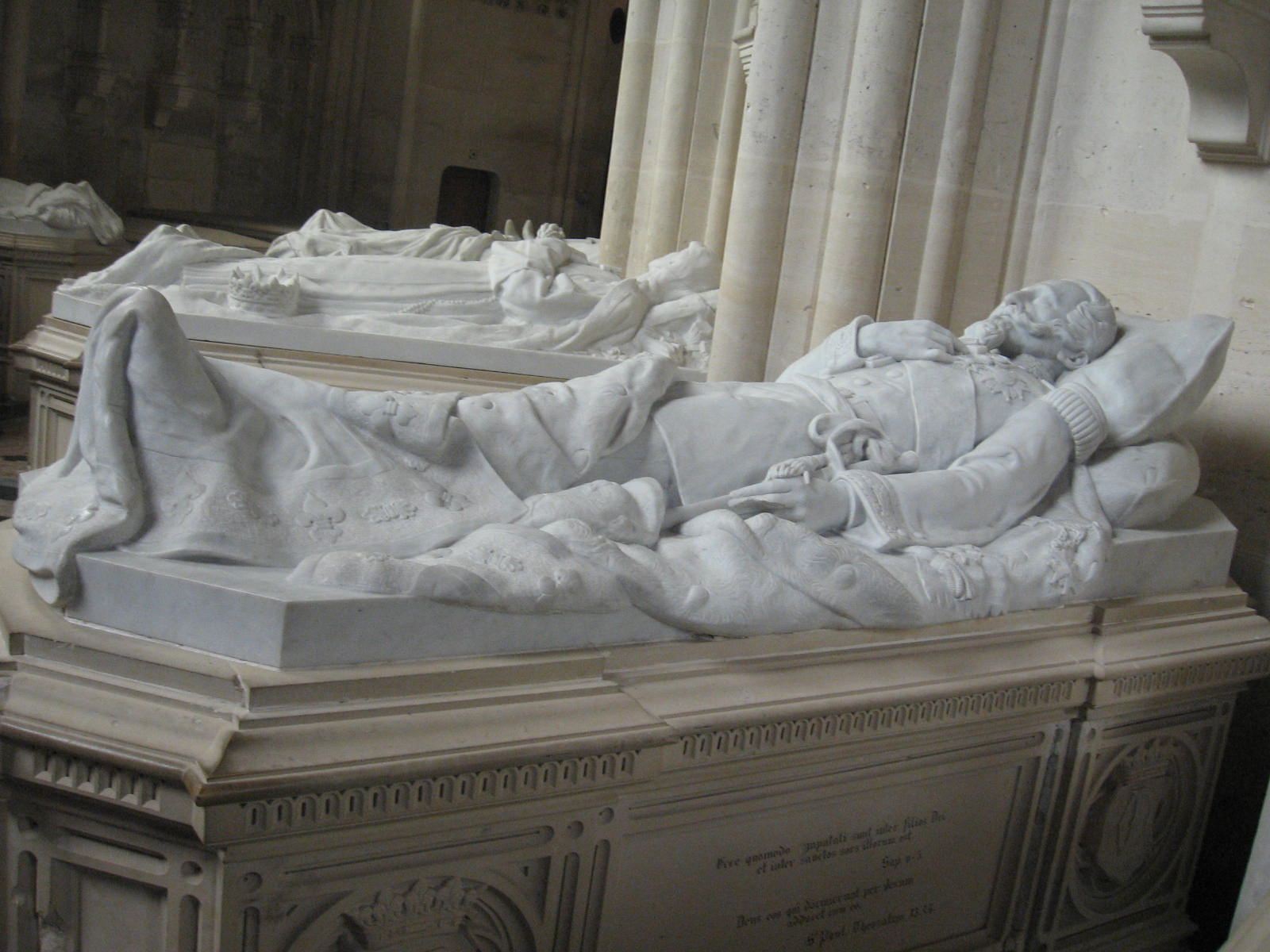
Gisant du duc de Nemours, chapelle royale de Dreux.
Monument à Philis de La Charce (1911), Grenoble, jardin des Dauphins.